# Zbór Kościoła Adwentystów Dnia Siódmego w Wiśle
Zbór Kościoła Adwentystów Dnia Siódmego w Wiśle – zbór adwentystyczny w Wiśle, należący do okręgu południowego diecezji południowej Kościoła Adwentystów Dnia Siódmego w RP.
Pastorem zboru jest kaznodzieja Marcin Knapik. Nabożeństwa odbywają się w kościele przy ul. Spacerowej 9 każdej soboty o godz. 9.30.

## Historia
Adwentyzm dotarł do Wisły w 1911 za sprawą Marii Supikowej, która nawróciła miejscową rodzinę Czyżów. 26 września 1912 r. pierwszy adwentystyczny chrzest w mieście przeprowadził przybyły do Wisły kaznodzieja Muth. Zbór w centrum powstał w 1912 i utrzymywał ścisłe kontakty ze zborem skoczowskim, założonym rok wcześniej. Około 1915 powstał drugi zbór na Nowej Osadzie. W 1920 oba zbory liczyły w sumie około 110 członków, kaznodzieją był Józef Niedoba.
W kwietniu 1922 roku w obu zborach nastąpił podział i część członków zboru przyłączyła się do Międzynarodowego Stowarzyszenia Misyjnego Adwentystów Dnia Siódmego Trzecia Część. Wisłę odwiedzali kaznodzieje Cunitz, Zieliński oraz Niedoba i z pierwotnych dwóch zborów utworzyli jeden. Gdy w kolejnych latach wielu spośród odłączonych powróciło, roku w 1923 zbór liczył 80 członków. Własny dom modlitwy Pod Groniem otwarto w 1924. Pod koniec lat 20. przy zborze zorganizowano chór, a w połowie lat 30. małą orkiestrę.
Podczas II wojny światowej oficjalne nabożeństwa zostały zakazane, budynek kaplicy był przez władze niemieckie wykorzystywany do innych celów. Zbierano się nieoficjalnie w mieszkaniach prywatnych. Wkrótce po zakończeniu wojny wznowiono odprawianie nabożeństw i jeszcze w 1945 roku przeprowadzono dwa grupowe chrzty.